# Rundfinnet radeløv
Rundfinnet radeløv (Asplenium trichomanes) er en lille bregne i milturtslægten Asplenium. Den er en udbredt og almindelig art, der forekommer næsten over hele verden i en række stenrige levesteder. Det er en variabel bregne med flere underarter.
Navnet trichomanes refererer til et græsk ord for bregne. 

## Beskrivelse
Rundfinnet radeløv danner 10 til 30 cm høje tuer, der stammer fra et kort, skællet rhizom. De stedsegrønne blade er lange og smalle, gradvist aftagende mod spidsen der er opdelt i små, gulgrønne til mørkegrønne, rundede bladdele. Bladene kan nå 40 cm i længden, men er mere almindeligt 8–20 cm.

## Udbredelse og levesteder
Det er udbredt i tempererede og subarktiske områder og forekommer også i bjergrige områder i troperne. Dens udbredelse omfatter det meste af Europa og store dele af Asien syd til Tyrkiet, Iran og Himalaya og en bestand i Yemen. Den forekommer både i nordlige, sydlige og dele af det østlige Afrika og også i det østlige Indonesien, sydøstlige Australien, Tasmanien, New Zealand og Hawaii. Den findes i Nordamerika og Mellemamerika og Cuba, og de nordlige og vestlige regioner i Sydamerika som Chile. Selvom dens udbredelse er bredt spredt, er den ofte sjælden, og bestandene er spredt fra hinanden baseret på tilgængeligheden af passende levesteder.
Den vokser i stenrige levesteder såsom klipper, skråninger, vægge og mineaffald, den type sten, der bruges som et substrat afhængigt af underarterne. Den vokser fra havniveau op til 3.000 meter i Nordamerika, mens den på de britiske øer når 870 meter.
I Danmark er den regnet som en truet art på den danske rødliste.